# Bosnien BA05
BA05 var den femte bataljonen av de svenska Bosnienbataljonenerna som Sverige bidrog med till de fredsbevarande styrkorna i Bosnien och Hercegovina.

## Allmänt
Bataljonsstab (VL), stab/ingenjörskompani (PL) samt stab- och trosskompani (XL) grupperade på Camp Oden i Živinice utanför Tuzla. Pansarskyttekompanierna grupperade ute i ansvarsområdet.
- 7 pansarskyttekompaniet (YL) grupperade i Srebrenik och sedan på Camp Tor i Sočkovac
- 8 pansarskyttekompaniet (RL) grupperade i Camp Valhall i Spionica och sedan i Simin Han
- 9 pansarskyttekompaniet (SL) grupperade i Srebrenik och sedan på Camp Tor i Sočkovac
- 10 pansarskyttekompaniet (TL) grupperade på Camp Sleipner i Brgule

I det svenska förbandet ingick drygt 1000 soldater.
Under förbandets insatstid undertecknades Daytonavtalet och BA05 övergick från UNPROFOR till IFOR.
Under BA05:s tid i insatsområdet omkom 3 svenska soldater vid tre olika tillfällen till följd av olyckor.

## Förbandsdelar
- Bataljonschef: Under Nordbat 2-tiden den danske översten Per Hvidberg, efter övergången till SWEBAT/IFOR den tidigare ställföreträdande bataljonschefen, överste Rolf Dahlström
- Bataljonschef: överste Rolf Dahlström
- Ställföreträdande bataljonchef: överstelöjtnant Sverker Göransson
- Stabschef: major Claes Wolgast
- Chef 7:e pansarskyttekompaniet: major Torbjörn Peterson
- Chef 8:e pansarskyttekompaniet: major Mats Forsman
- Chef 9:e pansarskyttekompaniet: major Jonas Fröberg
- Chef 10:e pansarskyttekompaniet: major Per Wallin
- Chef Stab/ingenjörskompaniet: major Peter Nilsson
- Chef Stab- och trosskompaniet: major Stig Tedfeldt-Jonsson